# فلرون
شهر فلرون (به فرانسوی: Fléron) در شهرستان لیئژ در استان لیئژ در منطقه فدرال والوون در کشور بلژیک واقع شده‌است.

## نگارخانه

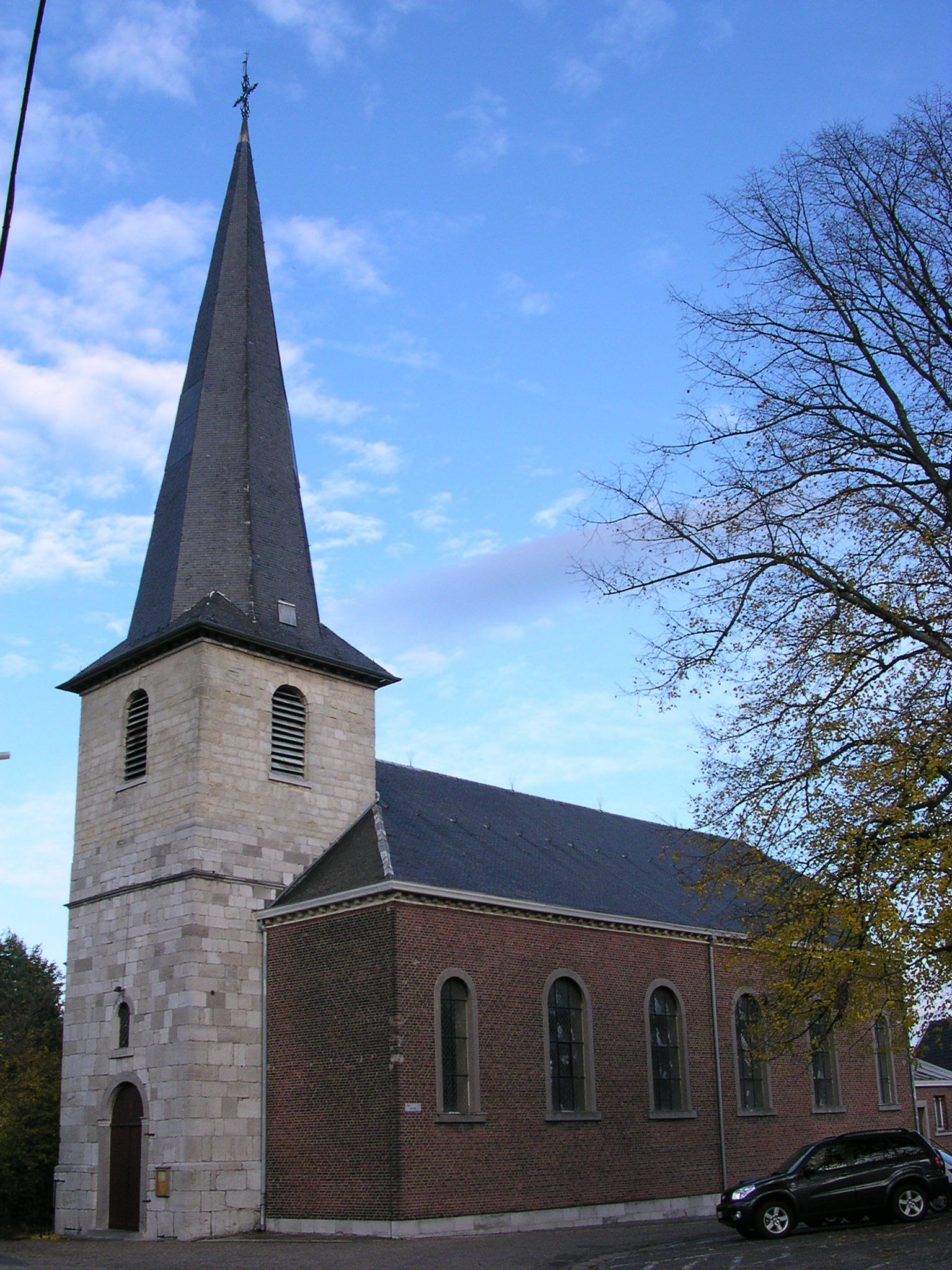
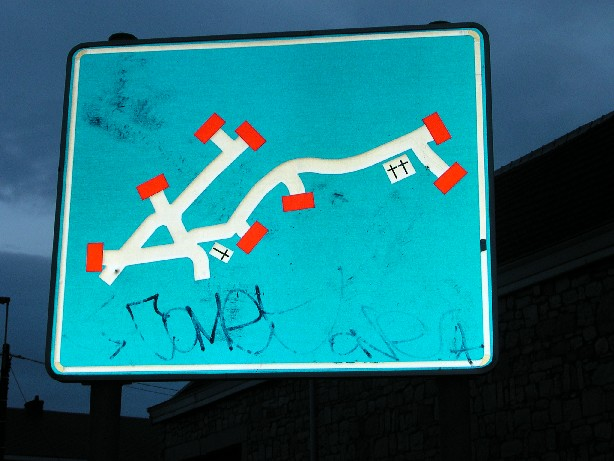
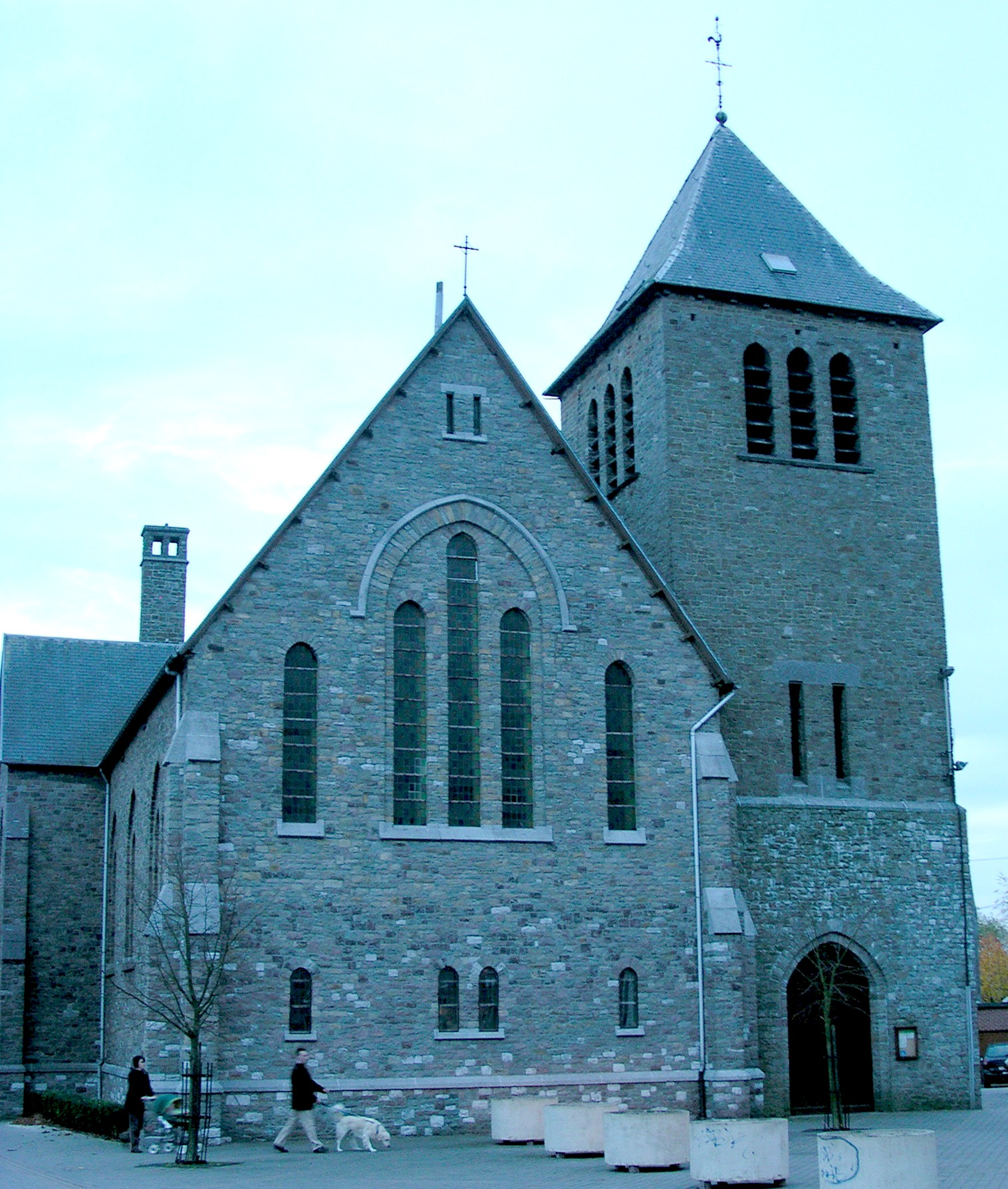
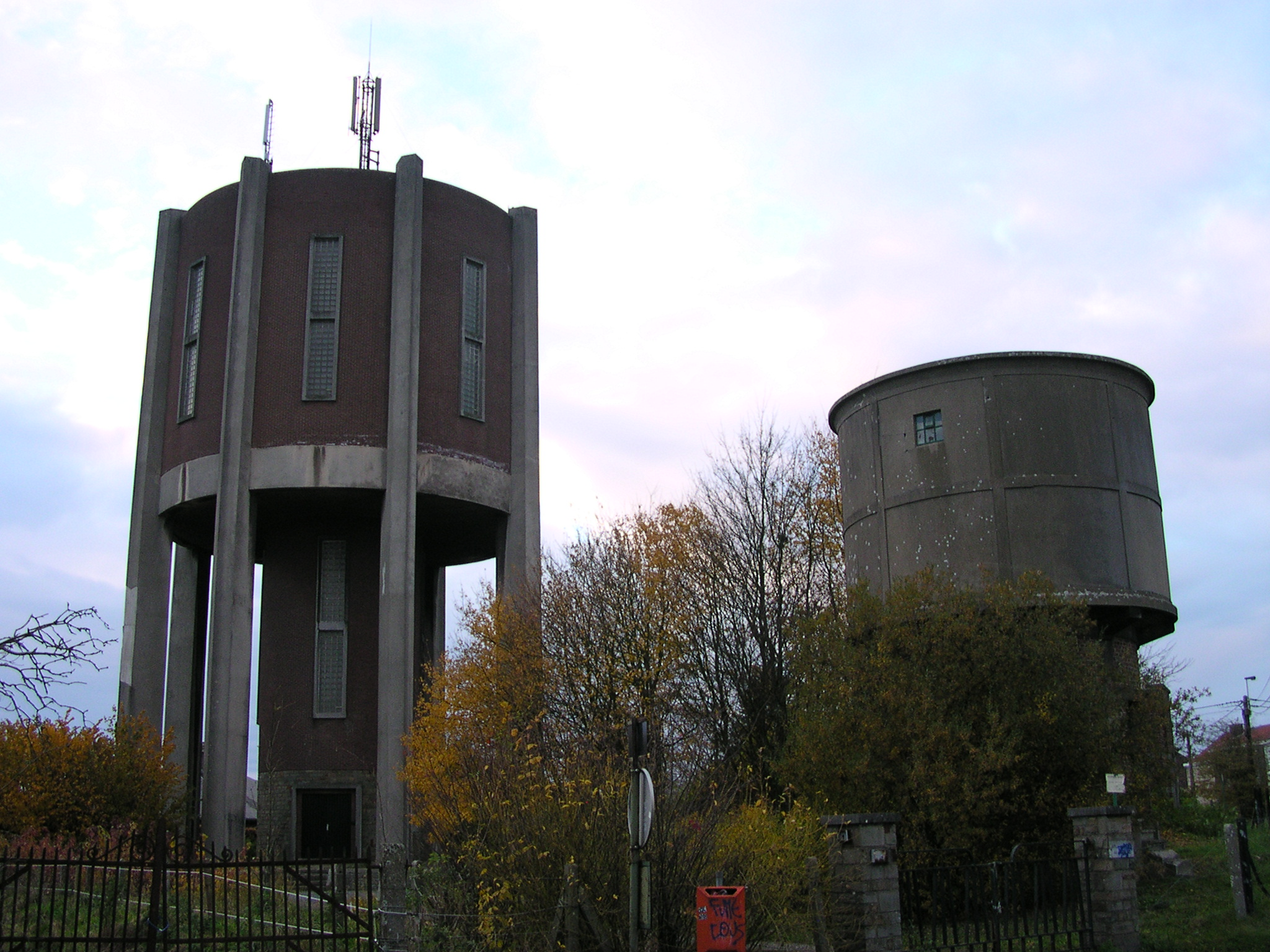
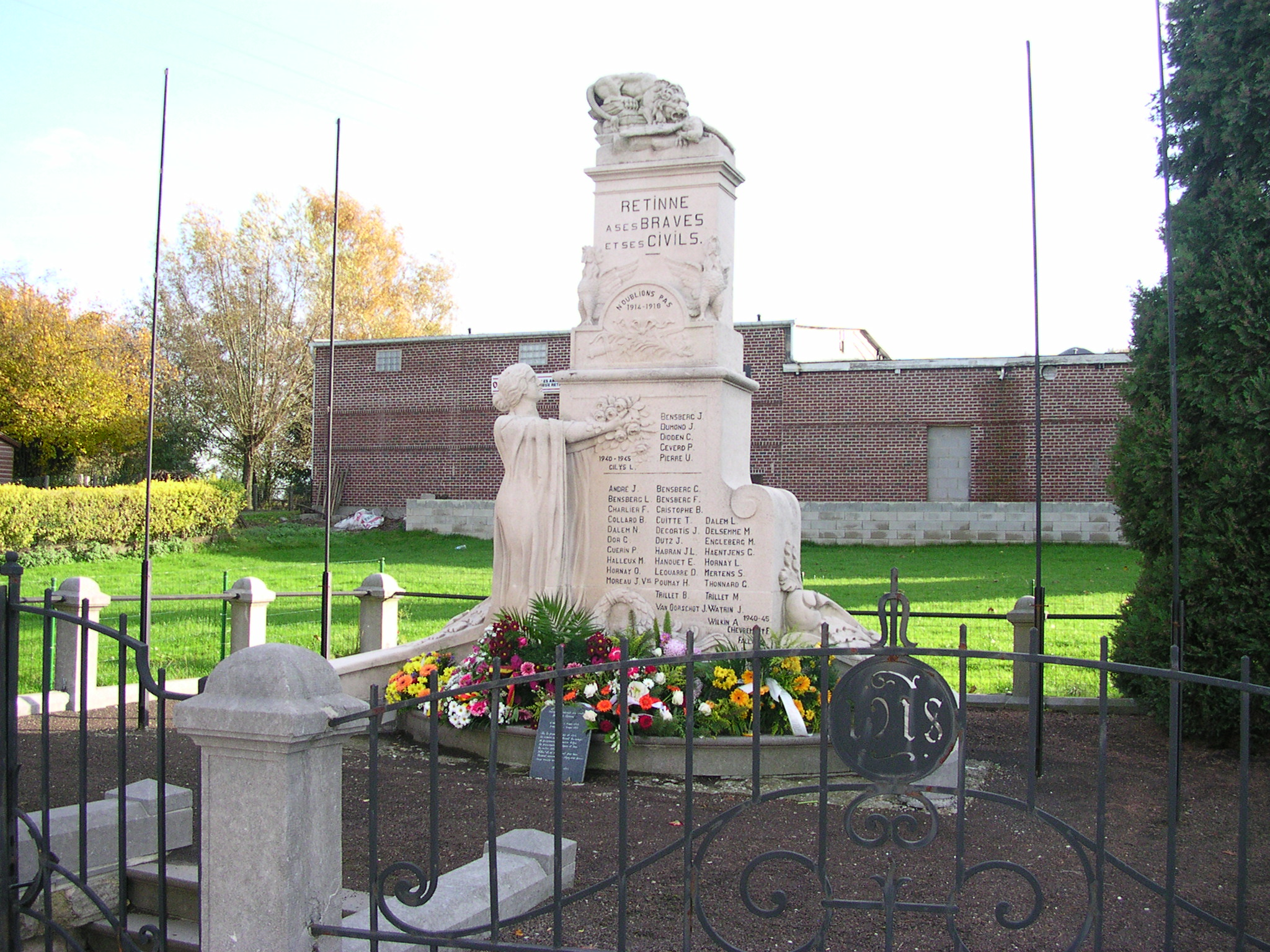
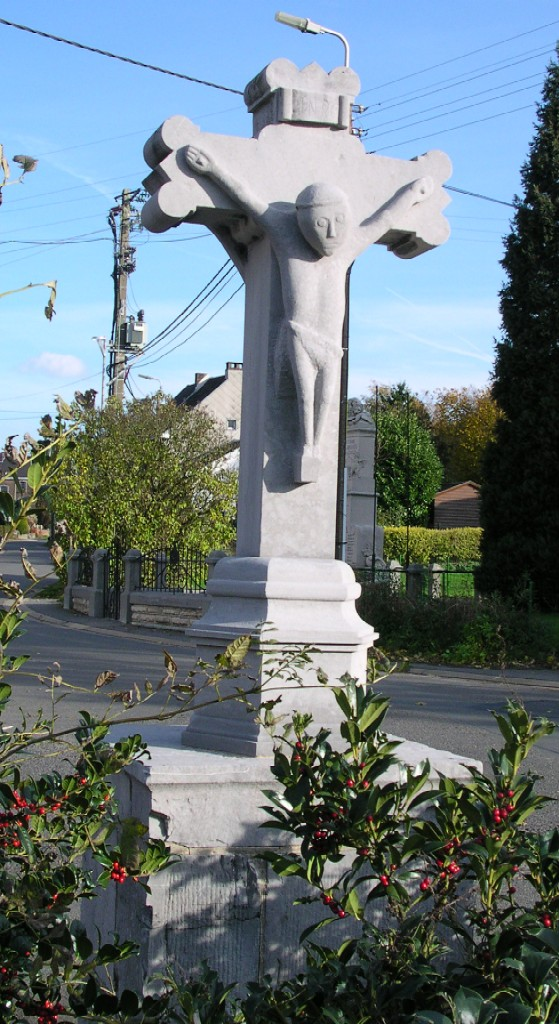
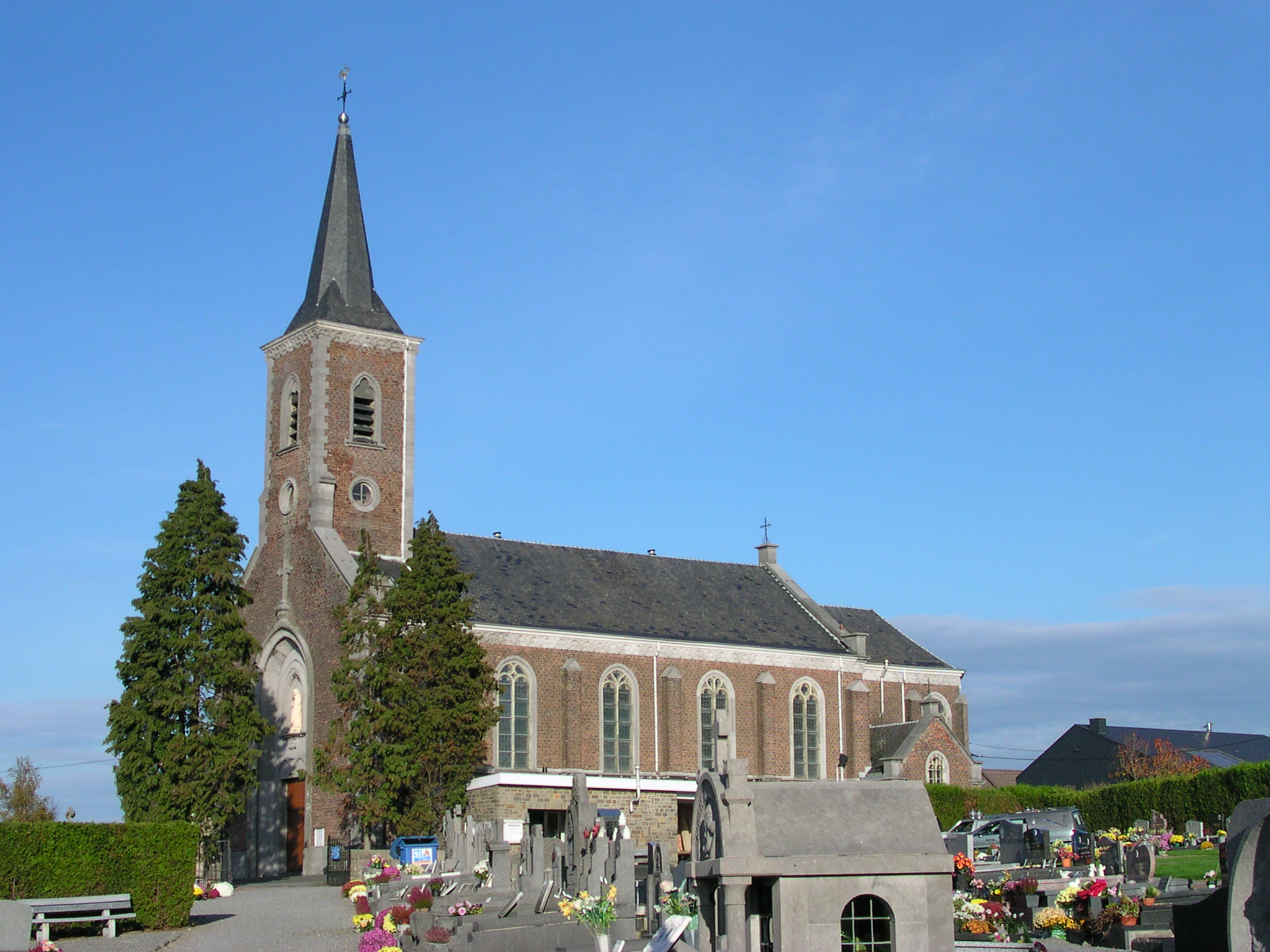
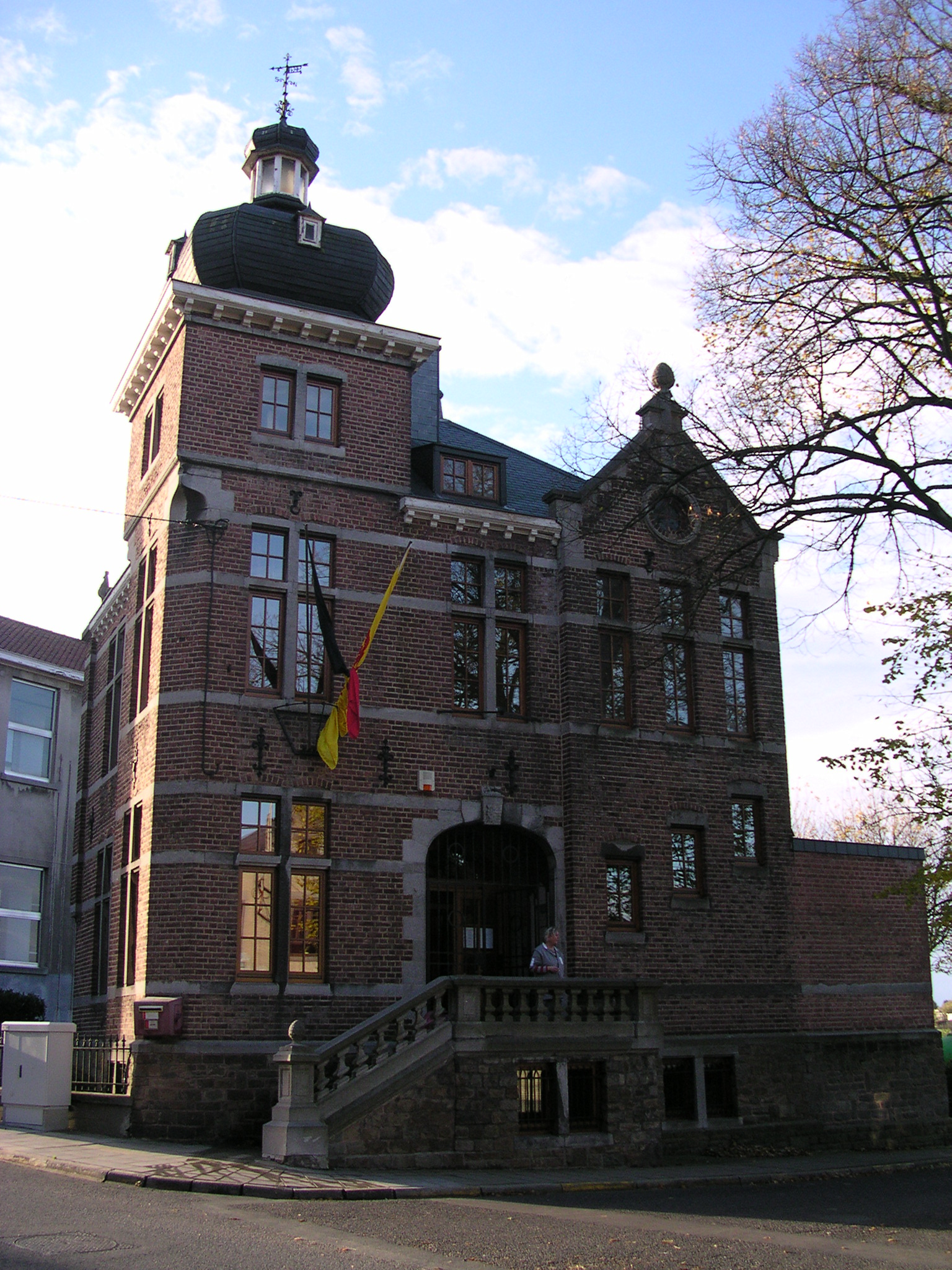
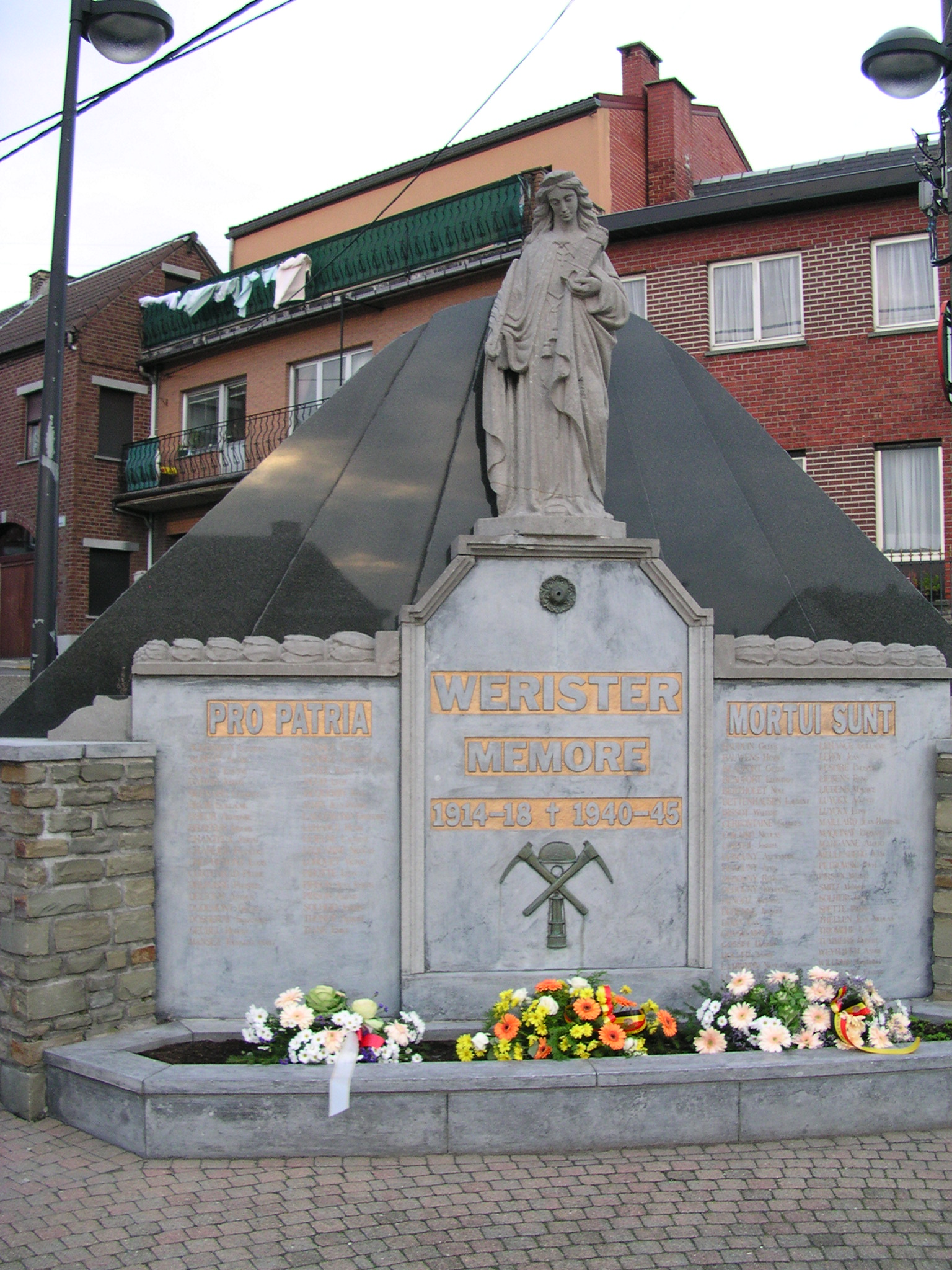
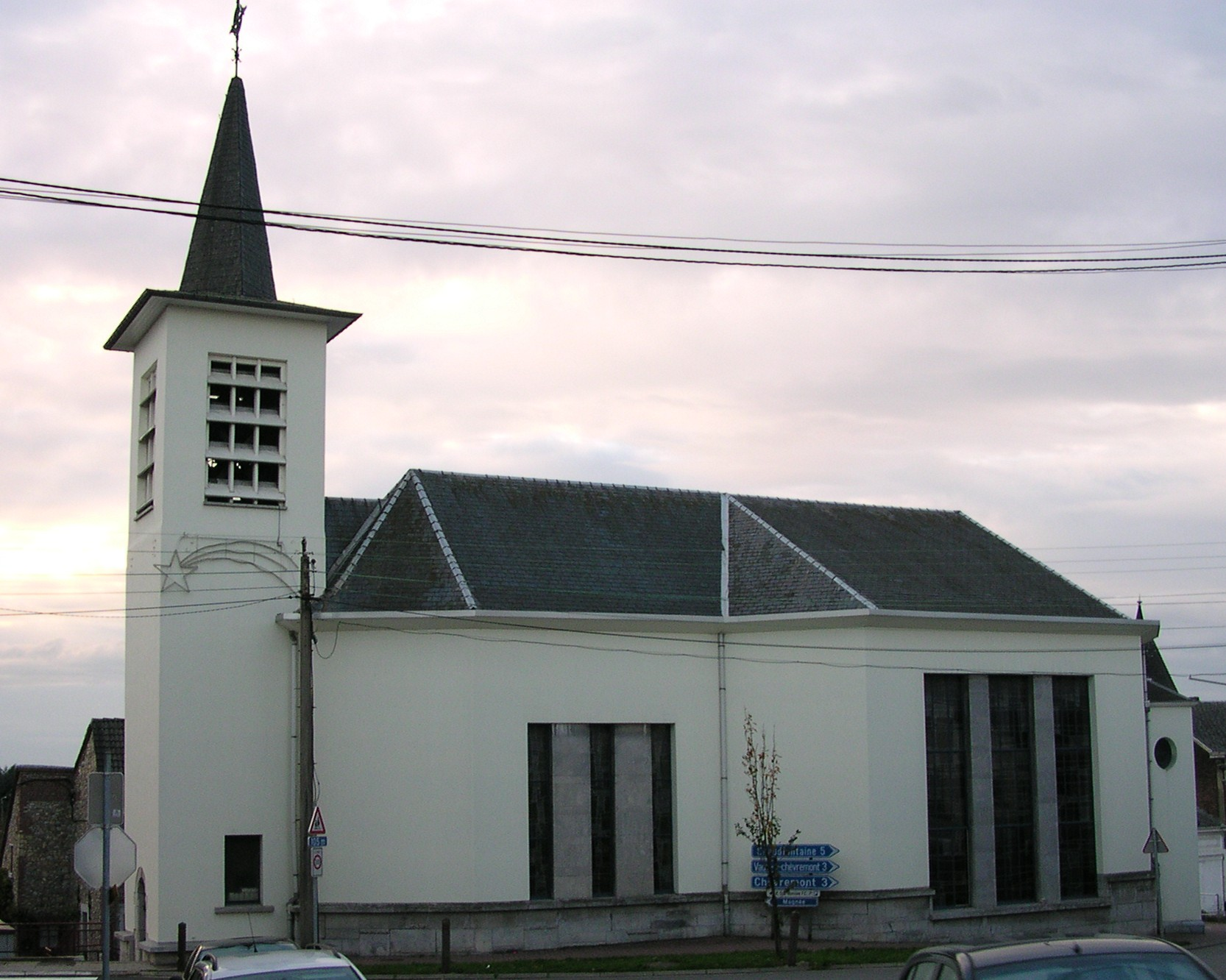
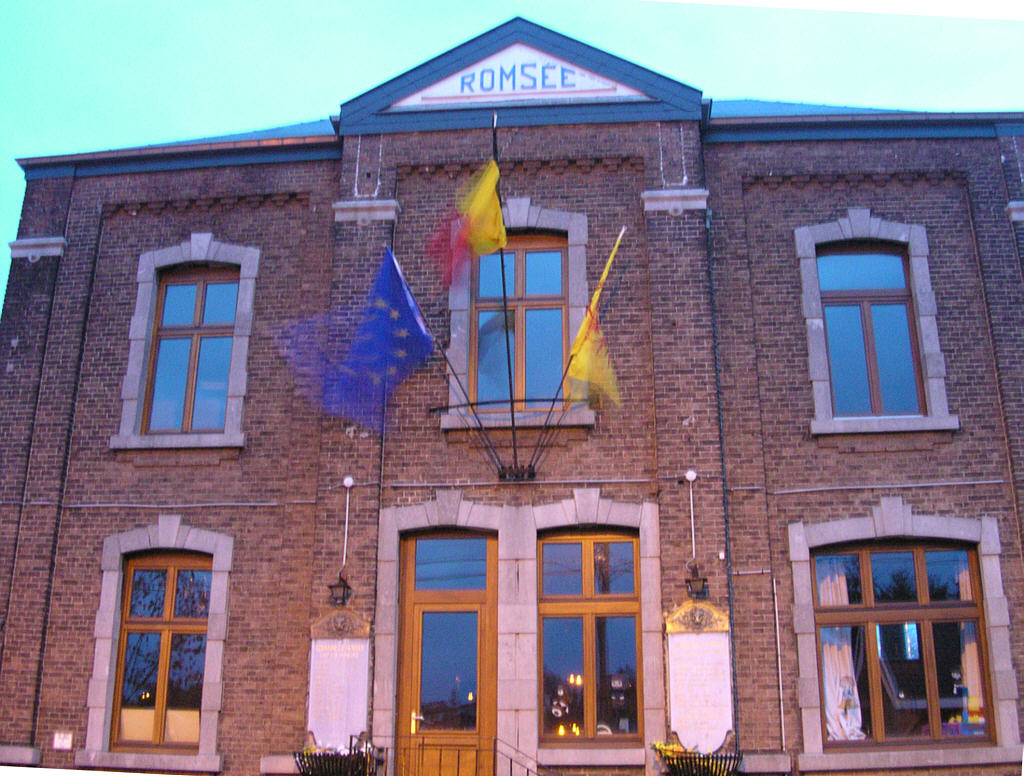